# Union chrétienne démocrate – Parti populaire tchécoslovaque

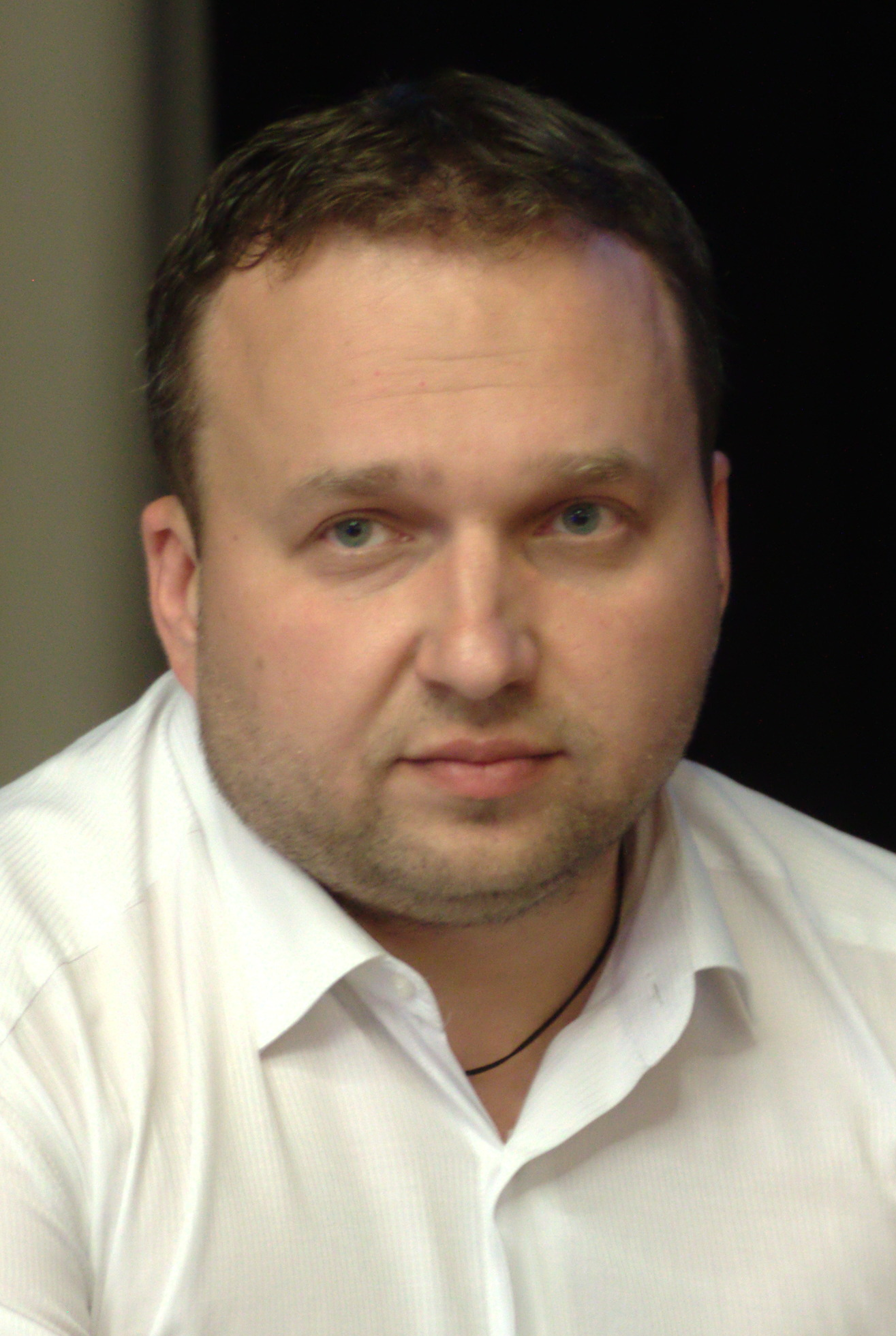
Le président du parti, Marian Jurečka.

Pour les articles homonymes, voir KDU et CSL.
L'Union chrétienne démocrate – Parti populaire tchécoslovaque (en tchèque : Křesťanská a demokratická unie - Československá strana lidová), abrégé en KDU-ČSL) est un parti politique tchèque de type démocrate-chrétien, membre du Parti populaire européen.

## Histoire

### 1919-1989
Le Parti populaire tchécoslovaque est fondé en janvier 1919. De 1921 à 1938, il fait partie de tous les gouvernements de la Première République tchécoslovaque. De 1940 à 1945, il participe au gouvernement tchécoslovaque en exil de Londres.
Après le coup de Prague en 1948, le Front national des Tchèques et des Slovaques (Národní fronta Čechů a Slováků / Národný front Čechov a Slovákov) créé à la Libération avec le Parti populaire tchécoslovaque devient un simple instrument au service du Parti communiste tchécoslovaque, maintenu pour donner une apparence de pluralisme à la dictature et la direction du parti est désormais contrôlée par le comité central du parti communiste. Dans certains cas, l'adhésion au parti populaire permet d'avoir un prétexte pour échapper à l'adhésion « suggérée » au parti communiste.[réf. nécessaire]

### 1990-2002
En 1990, le parti recouvre son indépendance et change son nom pour celui d’Union chrétienne démocrate – Parti populaire tchécoslovaque. Josef Lux prend la présidence du parti. Après sa démission, la KDU-ČSL entre en coalition avec quatre autres partis : l'Union de la Liberté, l'Alliance civique démocratique et l'Union démocratique. 

### 2002-2006
Cyril Svoboda est président de la KDU-ČSL entre 2001 et 2003. De 2003 à 2006 le président de la KDU-ČSL est Miroslav Kalousek. La KDU-ČSL a fait partie du gouvernement avec le ČSSD et l'US-DEU.

### 2006-2010
Lors des législatives de juin 2006, la KDU-ČSL obtient 7,2 % des voix et 13 sièges sur 200. Kalousek négocie un pacte électoral en août 2006 avec le premier ministre Jiří Paroubek dans lequel il accepte de gouverner avec le parti socialiste et la bienveillance du parti communiste. L'électorat du KDU est choqué par ce rapprochement vers les communistes. Miroslav Kalousek doit quitter son poste de dirigeant. Il est remplacé par intérim par Jan Kasal avant que Jiří Čunek soit élu le 9 décembre 2006 à la tête du parti. De 2006 à 2010, la KDU-ČSL a fait partie du gouvernement avec le Parti démocratique civique et le Parti vert. En 2009, Cyril Svoboda a été élu président du parti.

#### Crise du parti
En 2009, quelques membres (par exemple Miroslav Kalousek) ont quitté la KDU-ČSL et fondé le nouveau parti TOP 09.

### Depuis 2010
Aux élections législatives la KDU-ČSL a obtenu 4,4 % et n'a pas de siège à la Chambre des députés. Le président du parti Cyril Svoboda a démissionné.

## Résultats électoraux

### Élections parlementaires
| Année | Voix             | %                | Rang             | Sièges   | Gouvernement |
| ----- | ---------------- | ---------------- | ---------------- | -------- | ------------ |
| 2021  | Ensemble (SPOLU) | Ensemble (SPOLU) | Ensemble (SPOLU) | 23 / 200 | Fiala        |

### Parlement européen
| Année | Voix    | %    | Sièges | Groupe |
| ----- | ------- | ---- | ------ | ------ |
| 2004  | 223 383 | 9,57 | 2 / 24 |        |
| 2009  | 180 451 | 7,64 | 2 / 22 |        |
| 2014  | 150 792 | 9,95 | 3 / 21 |        |
| 2019  | 171 723 | 7,24 | 2 / 21 | PPE    |